# Sharon Kovacs
Sharon Kovacs (Baarlo, 15 april 1990) - artiestennaam Kovacs - is een Nederlandse zangeres. Ze bracht in augustus 2014 haar eerste single uit, My Love, een nummer dat delen van de Habanera El Arreglito bevat.

## Biografie

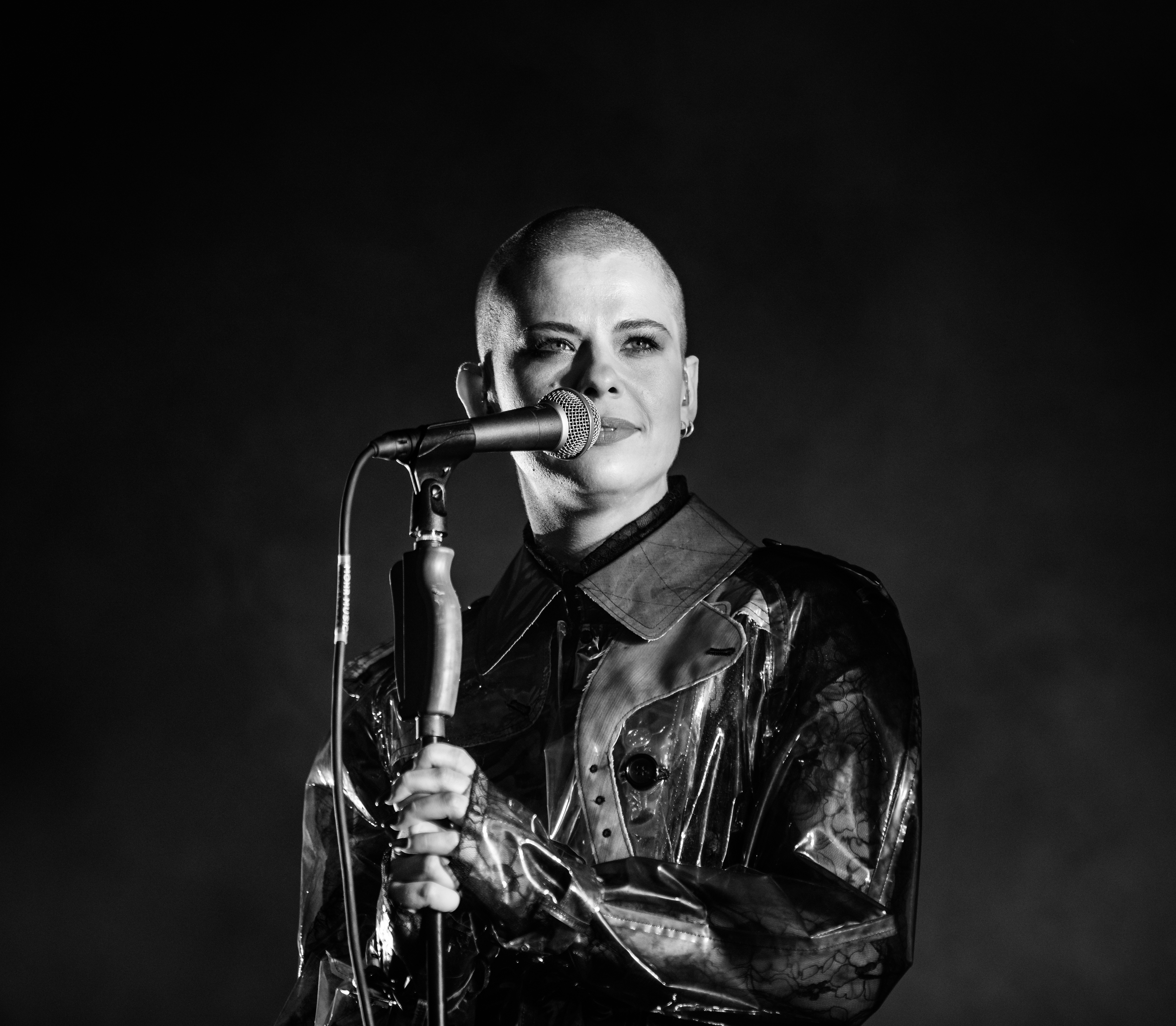
Sharon Kovacs - Rock am Ring 2019.

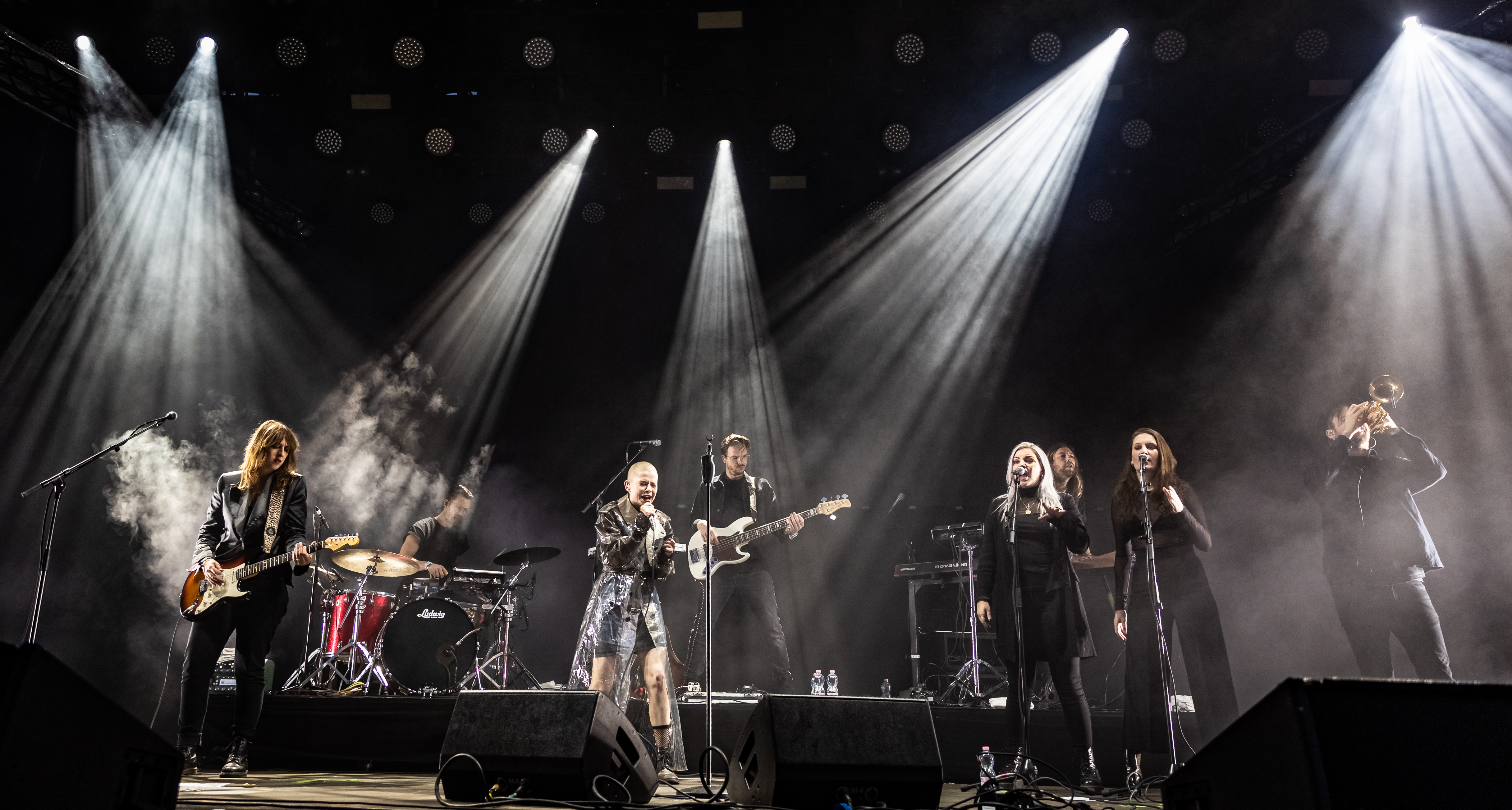
Sharon Kovacs - Rock am Ring 2019.

Sharon Kovacs zong als kind al veel, en vanaf haar tienerjaren speelde ze in (school)bandjes en deed ze mee aan talentenjachten en open mic-avonden. Ze studeerde aan het Rock City Institute in Eindhoven. Als invloeden noemt ze zelf zangeressen als Betty Davis, Etta James en Tina Turner. Vanwege haar donkere stem worden ook vergelijkingen gemaakt met Amy Winehouse, Portishead en Shirley Bassey.

### EP 'My Love' & debuutalbum Shades Of Black
In 2014 bracht Kovacs haar eerste EP My Love uit, waarvan het gelijknamige nummer de eerste single was. Die kwam binnen in de Nederlandse Tipparade en Kovacs werd meteen uitgeroepen tot 3FM Serious Talent.. My Love behaalde de zesde plaats in de Nederlandse iTunes Chart, kwam zelfs op nummer 1 in Griekenland en werd meer dan 19 miljoen keer gestreamd en bekeken op internet. In datzelfde jaar speelde ze op grote festivals als North Sea Jazz en Lowlands. In oktober werd ze uitgeroepen tot ‘Beste Soul & Jazz Talent’ bij de NPO Radio 6 Soul & Jazz Awards. Haar liedje Song For Joel verscheen op Vergeten Liedjes Voor Vergeten Kinderen, een album waarop 18 artiesten meededen en waarvan de opbrengsten naar het Rode Kruis gingen.
Ze viel aan het begin van haar carrière op vanwege haar bontmuts die ze standaard droeg en die haar de bijnaam Wolflady opleverde. Tijdens de International Documentary Film Festival Amsterdam (IDFA) in november 2014 ging de docufilm Wolflady over Kovacs’ muzikale ontdekkingstocht in première.
Nadat haar tweede single Diggin' werd uitgeroepen tot 3FM Megahit, verscheen in april 2015 Kovacs’ eerste volledige album Shades Of Black, dat op nummer 1 in de Nederlandse albumlijst belandde. Dat jaar deed Kovacs de grote festivals aan, waaronder Paaspop (Schijndel), Pinkpop en het Belgische Rock Werchter. Daarnaast werd ze beloond met een Edison en een 3FM Award, beide voor ‘Beste Nieuwkomer’.
Tijdens het festival Eurosonic Noorderslag in Groningen begin 2016 ontving Kovacs een prestigieuze EBBA (European Border Breakers Award) uitgereikt. In mei van dat jaar was ze Ambassadeur van de Vrijheid en trad ze in die hoedanigheid op bij verschillende bevrijdingsfestivals. Die zomer stond ze op grote internationale festivals als het Britse Glastonbury Festival en Sziget in Hongarije. Enkele maanden later volgde een bijzondere samenwerking: Kovacs deed twee optredens met het Metropole Orkest onder leiding van Jules Buckley, in Koninklijk Theater Carré in Amsterdam en Theaters Tilburg. 
In juni 2017 verscheen Sugar Pill, Kovacs’ eerste nieuwe nummer in twee jaar. Na de lancering van haar debuutalbum begon ze meteen te werken aan haar tweede album, samen met producer Liam Howe, die ook samenwerkt met o.a. Lana Del Rey, Adele, Marina and the Diamonds en FKA twigs.

### Eurosoul op tweede album 'Cheap Smell'
Het tweede album Cheap Smell verscheen in augustus 2018, voorafgegaan door de singles Black Spider en It's The Weekend. Het album kwam de charts binnen in Zwitserland, Duitsland, Oostenrijk, België en Nederland, waar het de 7e plaats bereikte. Jan van der Plas van OOR schreef: "Shades Of Black was sterk, maar het door Liam Howe (Lana Del Rey, Ellie Goulding) geproduceerde Cheap Smell is nog eens een enorme sprong voorwaarts. Met sterke songs, een indringende performance en een overdonderende productie schaart Kovacs zich tussen de grote meiden van de popmuziek. Als je er al een label op wilt plakken, moet dat Eurosoul zijn."   
In 2019 verschenen de non-album singles Snake Charmer (met Parov Stelar), You Again (geschreven voor de Duitse film Den Horisont So Nah) en Crazy (met het Metropole Orkest).  
In 2020 schreef Kovacs Mata Hari, dat het startschot vormde voor de vijfde editie van het project Art Rocks, waarbij muzikanten worden uitgedaagd om een lied te schrijven dat geïnspireerd is op een kunstwerk uit de collecties van vijftien verschillende Nederlandse musea. 
Op 16 juli 2021 verscheen de zomerse single Tutti Frutti Tequila, door NPO Radio 2 gekozen als TopSong.

### Child Of Sin
In maart 2022 bracht Kovacs de single en video Not Scared Of Giants uit, opgevolgd door de singles en video's Bang Bang, Fragile en Goldmine, allen voorproefjes van het derde Kovacs-album Child Of Sin dat op 13 januari 2023 verscheen. Het album werd geschreven met producer Jonathan Quarmby, die eerder werkte met onder meer James Morrison, Mika, Nancy Sinatra en The Pretenders. De titelsong is een duet met Rammstein-zanger Till Lindemann. 
Op 20 januari 2023 was Child Of Sin de hoogste nieuwe binnenkomer op #5 binnen in de Album Top 100. Na een uitverkochte show in de Melkweg in Amsterdam in maart 2023 kondigde Kovacs een uitgebreide najaarstour aan. Ook tourde ze uitgebreid in het buitenland. Op 8 juli 2023 werd de video van Child Of Sin - met Sharon en Till Lindemann - gereleased.
Op 8 september 2023, tijdens Opening Night Concertgebouworkest op het NDSM-terrein te Amsterdam, zong ze met orkestbegeleiding het lied "Amsterdam" van Jacques Brel in de versie van David Bowie (In the Port of Amsterdam), in een nieuw arrangement van Tom Trapp.

## Discografie

### Albums
| Album met eventuele hitnotering(en) in de Nederlandse Album Top 100 | Datum van verschijnen | Datum van binnenkomst | Hoogste positie | Aantal weken | Opmerkingen |
| ------------------------------------------------------------------- | --------------------- | --------------------- | --------------- | ------------ | ----------- |
| Shades of black                                                     | 03-04-2015            | 11-04-2015            | 1(1wk)          | 56           | [ 7 ]       |
| Cheap smell                                                         | 17-08-2018            | 25-08-2018            | 7               | 4            | [ 8 ]       |
| Child of Sin                                                        | 13-01-2023            | 21-01-2023            | 5               | 2*           |             |

### Singles
| Single met eventuele hitnotering(en) in de Nederlandse Top 40 | Datum van verschijnen | Datum van binnenkomst | Hoogste positie | Aantal weken | Opmerkingen                    |
| ------------------------------------------------------------- | --------------------- | --------------------- | --------------- | ------------ | ------------------------------ |
| My love                                                       | 09-05-2014            | -                     | tip5            | -            | Nr. 32 in de Single Top 100    |
| Diggin'                                                       | 16-02-2015            | 21-02-2015            | tip2            | -            | Nr. 78 in de Single Top 100    |
| Wolf in cheap clothes                                         | 2015                  | 15-11-2015            | tip5            | -            |                                |
| Sugar Pill                                                    | 2017                  | 02-06-2017            | -               | -            |                                |
| Black Spider                                                  | 2018                  | 13-04-2018            | -               | -            |                                |
| It's The Weekend                                              | 2018                  | 13-07-2018            | -               | -            |                                |
| Snake Charmer (Parov Stelar & Kovacs)                         | 2019                  | 12-06-2019            | -               | -            |                                |
| You Again                                                     | 2019                  | 21-10-2019            | -               | -            | Soundtrack Den Horizont So Nah |
| Crazy                                                         | 2019                  | 19-12-2019            | -               | -            | With Metropole Orkest          |
| Mata Hari                                                     | 2020                  | 28-08-2020            | -               | -            | Project Art Rocks              |
| Sugar Pill (live)                                             | 2021                  | 02-07-2021            | -               | -            | With Metropole Orkest          |
| Tutti Frutti Tequila                                          | 2021                  | 16-07-2021            | -               | -            | NPO Radio 2 TopSong            |
| Not Scared Of Giants                                          | 2022                  | 25-02-2022            | -               | -            |                                |
| Bang Bang                                                     | 2022                  | 22-04-2022            | -               | -            |                                |
| Fragile                                                       | 2022                  | 26-08-2022            | -               | -            |                                |
| Goldmine                                                      | 2022                  | 04-11-2022            | -               | -            |                                |
| Child Of Sin (feat. Till Lindemann)                           | 2023                  | 13-01-2023            | -               | -            |                                |

### NPO Radio 2 Top 2000
| Nummers met noteringen in de NPO Radio 2 Top 2000 | '15  | '16  | '17  | '18  |
| ------------------------------------------------- | ---- | ---- | ---- | ---- |
| Diggin'                                           | 1704 | 1324 | 1601 | 1896 |
| My love                                           | 1973 | 1647 | -    | -    |

1. ↑  Een '-' betekent dat het nummer niet was genoteerd en een vetgedrukt getal geeft de hoogste notering van een nummer aan.
2. ↑  2015 was het eerste jaar met een notering voor Sharon Kovacs.
3. ↑  Deze tabel is bijgewerkt tot en met de meest recente editie (2024).

- Gemeinsame Normdatei: 1070637114
- International Standard Name Identifier: 0000 0004 4879 7901
- MusicBrainz: d49a7ace-9471-406e-9ba5-1b33a2c4adbf
- Virtual International Authority File: 315940444
- WorldCat: E39PBJdctb7MpbgjqvbpPdY9Dq